# Stockdale (Texas)
Stockdale é uma cidade localizada no estado norte-americano de Texas, no Condado de Wilson.

## Demografia
Segundo o censo norte-americano de 2000, a sua população era de 1398 habitantes.
Em 2006, foi estimada uma população de 1629, um aumento de 231 (16.5%).

## Geografia
De acordo com o United States Census Bureau tem uma área de
4,2 km², dos quais 4,2 km² cobertos por terra e 0,0 km² cobertos por água. Stockdale localiza-se a aproximadamente 128 m acima do nível do mar.

## Localidades na vizinhança
O diagrama seguinte representa as localidades num raio de 32 km ao redor de Stockdale.